# سارا شریعتی
سارا شریعتی مزینانی (زاده ۲۴ بهمن ۱۳۴۲ در پاریس) جامعه‌شناس ایرانی و استادیار گروه جامعه‌شناسی دانشکدهٔ علوم اجتماعی دانشگاه تهران است.
او دورهٔ دکتری جامعه‌شناسی را در مدرسهٔ عالی مطالعات علوم اجتماعی گذرانده‌ است. سارا که فرزند سوم علی شریعتی است، برخلاف پدرش بیشتر به فعالیت‌های علمی و دانشگاهی می‌پردازد. پژوهش‌های او عمدتاً در حوزه جامعه‌شناسی دین و جامعه‌شناسی هنر است.

## زندگی
سارا شریعتی در سال ۱۳۴۲ در پاریس به دنیا آمد. تحصیلات ابتدایی را در تهران گذراند و در سال ۱۳۵۴ وارد دبیرستان خوارزمی تهران شد. در ۲۸ خرداد ۱۳۵۶ همراه با خواهرش، سوسن شریعتی به لندن نزد پدرش رفت. پس از انقلاب، در شهریورماه ۱۳۵۸ به ایران بازگشت. در بهار ۱۳۶۱ همراه با خواهرش به پاریس رفت. سارا شریعتی مدرک کارشناسی را در رشته انسان‌شناسی تاریخی (۱۳۶۹)، کارشناسی ارشد را در رشته جامعه‌شناسی امور دینی (۱۳۷۳) و دکتری را در رشته جامعه‌شناسی امور دینی (۱۳۸۰) گرفت. عنوان رساله وی در دوره دکتری «شرایط امکان مدرنیته دینی، الگوی پروتستان و اصلاح مذهبی در اسلام: وام‌گیری، خویشاوندی، فراروی» بود. وی از آن زمان تا کنون، استادیار گروه جامعه‌شناسی دانشگاه تهران است.

## آثار
- طردشدگان، سارا شریعتی مزینانی، تهران: پژوهشگاه فرهنگ، هنر و ارتباطات، 1394.
- درسهای منهای فقر، سارا شریعتی مزینانی، تهران: انتشارات الحیات، 1399.
- هانری دروش: جامعه‌شناسی در مواجهه با دین، سارا شریعتی، تهران: انتشارات کوچک، ۱۳۸۶.
- خودکاوی ملی در عصر جهانی شدن، گروه مؤلفان، تهران: انتشارات قصیده‌سرا و بنیاد فرهنگی شریعتی، ۱۳۸۱

- Les mondes chiites et l'Iran, Sabrina Mervin, Hommes et Sociétés, Karthala, 2007

## شجره‌نامه
|              |              |              |              | محمدتقی شریعتی |              |            |            |             |             |             |             |                 |                 |                 |                 |                 |                 |             |             |                |                |                |                |                |                |             |             |             |             |
|              |              |              |              |                |              |            |            |             |             |             |             |                 |                 |                 |                 |                 |                 |             |             |                |                |                |                |                |                |             |             |             |             |
|              |              |              |              |                |              |            |            |             |             |             |             |                 |                 |                 |                 |                 |                 |             |             |                |                |                |                |                |                |             |             |             |             |
|              |              |              |              | علی شریعتی     | علی شریعتی   | علی شریعتی | علی شریعتی | علی شریعتی  | علی شریعتی  |             |             | پوران شریعت‌رضوی | پوران شریعت‌رضوی | پوران شریعت‌رضوی | پوران شریعت‌رضوی | پوران شریعت‌رضوی | پوران شریعت‌رضوی |             |             | مهدی شریعت‌رضوی | مهدی شریعت‌رضوی | مهدی شریعت‌رضوی | مهدی شریعت‌رضوی | مهدی شریعت‌رضوی | مهدی شریعت‌رضوی |             |             |             |             |
|              |              |              |              | علی شریعتی     | علی شریعتی   | علی شریعتی | علی شریعتی | علی شریعتی  | علی شریعتی  |             |             | پوران شریعت‌رضوی | پوران شریعت‌رضوی | پوران شریعت‌رضوی | پوران شریعت‌رضوی | پوران شریعت‌رضوی | پوران شریعت‌رضوی |             |             | مهدی شریعت‌رضوی | مهدی شریعت‌رضوی | مهدی شریعت‌رضوی | مهدی شریعت‌رضوی | مهدی شریعت‌رضوی | مهدی شریعت‌رضوی |             |             |             |             |
|              |              |              |              |                |              |            |            |             |             |             |             |                 |                 |                 |                 |                 |                 |             |             |                |                |                |                |                |                |             |             |             |             |
|              |              |              |              |                |              |            |            |             |             |             |             |                 |                 |                 |                 |                 |                 |             |             |                |                |                |                |                |                |             |             |             |             |
| احسان شریعتی | احسان شریعتی | احسان شریعتی | احسان شریعتی | احسان شریعتی   | احسان شریعتی |            |            | سارا شریعتی | سارا شریعتی | سارا شریعتی | سارا شریعتی | سارا شریعتی     | سارا شریعتی     |                 |                 | سوسن شریعتی     | سوسن شریعتی     | سوسن شریعتی | سوسن شریعتی | سوسن شریعتی    | سوسن شریعتی    |                |                | مونا شریعتی    | مونا شریعتی    | مونا شریعتی | مونا شریعتی | مونا شریعتی | مونا شریعتی |